# سامبا (برنامج)
سامبا (بالإنجليزية: Samba)‏ هي برمجية حرة طورها الأسترالي أندرو تريدجلل (بالإنجليزية: Andrew Tridgell)‏. اعتبارا من الإصدار 3، يوفر سامبا ملف حاسوب وخدمات الطباعة لمختلف عملاء مايكروسوفت ويندوز, ويمكن دمجه مع خادم دومين ويندوز (بالإنجليزية: Windows Server domain).
سامبا يعمل على معظم أنظمة يونكس وشبيه يونكس مثل، جنو/لينكس، وسولاريس، آي بي إم إيه آي إكس, وفروع بي إس دي (مثل فري بي اس دي، اوبن بي اس دي وغيرها). بالإضافة إلى ماك أو اس سيرفر. وسامبا موضوع تحت بنود رخصة جنو العمومية.

## وصلات خارجية
- برنامج سامبا على موقع Open Hub (الإنجليزية)
- برنامج سامبا على موقع Free Software Directory (الإنجليزية)
- صفحة برنامج سامبا  على أوبن هب